# Centre de culture européenne
Le Centre de culture européenne a été créé en 1989 à l'initiative du Ministère français de la Culture, de la Ville de Saint-Jean-d'Angély, du Conseil régional de Poitou-Charentes et du Conseil général de la Charente-Maritime. Il développe dans l'Abbaye royale de cette ville, des sessions plurinationales de culture et de citoyenneté européennes destinées aux jeunes (16-19 ans) de tous les pays d'Europe. 

## Description
L’idée maîtresse est de valoriser le patrimoine européen commun auprès des jeunes. Enfin, proposer, en amont du programme Erasmus, un programme s’adressant à tous les jeunes d’Europe au niveau de la scolarité obligatoire afin que chacun d’entre eux puisse partager au moins une fois dans sa carrière scolaire une expérience européenne vécue. Ceci afin de dynamiser l'esprit européen des jeunes et favoriser leur ouverture à la mobilité professionnelle.
C’est aussi un réseau européen de centres de culture européenne. Ainsi, 80 rencontres plurinationales de 100 jeunes Européens sur deux semaines ont été réalisées à Saint-Jean-d'Angély et 25 en )Allemagne, Espagne, Italie, Hongrie, Maroc, Tunisie et Roumanie et près de 600 intervenants, artistes, artisans, universitaires, acteurs de la société civile ont partagé leur savoir-faire avec les jeunes de 18 pays d’Europe.
Les programmes sont principalement axés sur la pluridisciplinarité : 
- conférences-débats autour du thème choisi pour la rencontre
- ateliers d'art (théâtre, chant, mosaïque, fresque, vidéo, fonte de bronze, vitrail, calligraphie, multimédia, sculpture sur pierre, etc.)
- excursions-découvertes du patrimoine alentour (naturel, architectural, folklorique…)
- ateliers interculturels (questions d'actualité européenne, enquête sur la ville, dîners internationaux, etc.)
- spectacles, soirées thématiques réalisés par les stagiaires, dîners dans des familles angériennes, etc.

La dynamique des programmes débouche nécessairement sur l'approche des questions d'actualité européenne (exposés et débats préparés par les jeunes, rencontres avec les acteurs de la construction européenne : députés européens, chefs d'entreprises, fonctionnaires de la Commission, du Conseil de l'Europe, etc.). Les sessions plurinationales de culture et de citoyenneté s'adressent aux classes des dernières années d'enseignement secondaire ou aux groupes de jeunes (16-19 ans).
Le Centre a célébré en mai 2009 ses vingt ans d'existence.